# Грінчак Василь Якович

Василь Грінчак

Василь Якович Грінчак (нар. 26 квітня 1928, с. Китайгород, Тростянецький район, Вінницька область — 22 січня 1987, с. Копачів, Обухівський район, Київська область) — український письменник та перекладач. 

## Життєпис
Народився в селі Китайгород, нині Тростянецького району Вінницької області.
Навчався в середній школі села Капустяни. Закінчив 1953 року Одеський університет. Працював у видавництвах «Молодь», «Веселка». Похований у Києві.

## Творчість
Друкувався з 1953. Автор збірок «Мені не байдуже» (1956), «Неспокій» (1959), «Пам'ять серця» (1961), «Листи в безсмертя» (1973), «Вірність» (1979), «В промінні колоска» (1983), повісті «Позивні мужності» (1978) та інших. 
Писав вірші та оповідання для дітей (книжки «Лебедятко», 1969; «Боцман Птаха», 1974; «Ясенець», 1976; «Цвіт від кореня», 1981; «Настині береги», 1984, та ін.). Перекладав твори російських («Шукачі пригод» К. Андрєєва, 1970) та білоруських письменників. У перекладі Грінчака вийшла збірка «Пісні Естонії» (1972).